# Charles Meunier

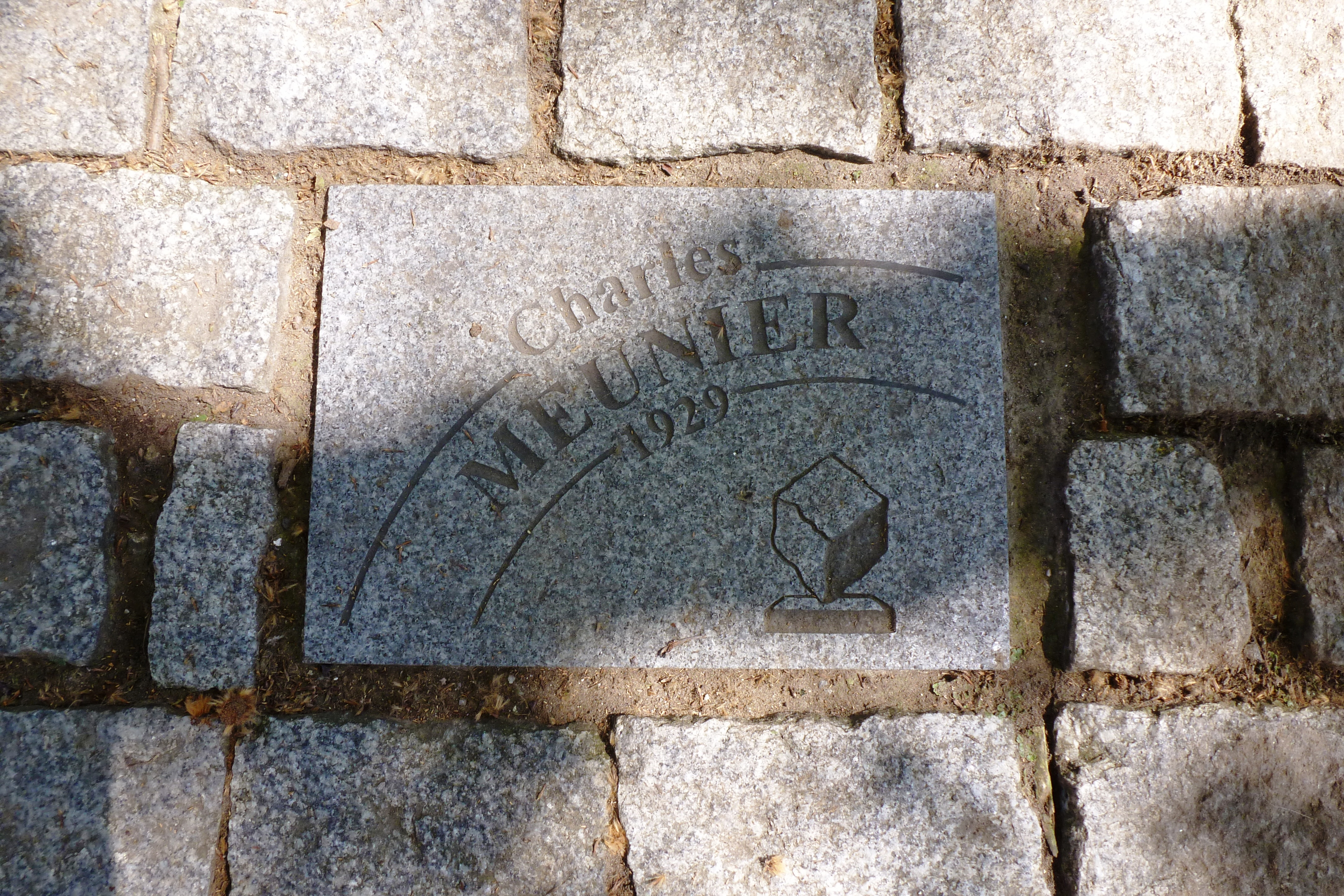
Gedenktegel voor Meunier in Roubaix

Charles Meunier (Gilly, 18 juni 1903 - Montignies-sur-Sambre, 17 februari 1971) was een Belgisch wielrenner. Hij was beroepsrenner van 1926 tot 1933. In 1929 won hij Parijs-Roubaix.

## Resultaten in voornaamste wedstrijden
|      | \| Jaar \| Ronde van Vlaanderen \| Parijs-Roubaix \| Luik-Bast.‑Luik \| \| ---- \| -------------------- \| -------------- \| --------------- \| \| 1926 \| \| \| 7e \| \| 1927 \| \| 75e \| \| \| 1928 \| \| ↑ \| \| \| 1929 \| \| ↑ \| \| \| 1931 \| 28e \| 37e \| \| |                |                 |
| Jaar | Ronde van Vlaanderen | Parijs-Roubaix | Luik-Bast.‑Luik |
| 1926 | |                | 7e              |
| 1927 | | 75e            |                 |
| 1928 | | ↑              |                 |
| 1929 | | ↑              |                 |
| 1931 | 28e | 37e            |                 |